# Simulador de robótica
Um simulador de robótica é utilizado para criar aplicações embarcadas para um robô sem depender de uma máquina física, economizando tempo e custo. Em alguns casos, estas aplicações podem ser transferidas para o robô real (ou recompiladas) sem modificações.
O termo simulador de robótica pode se referir a diferentes aplicações de simulação na robótica. Por exemplo, na robótica móvel, simuladores de robótica baseada em comportamento permitem que os usuários criem mundos simples que contêm objetos rígidos e fontes de luz; e programem robôs para interagir com esses mundos.
Uma das aplicações mais populares para simuladores de robótica é a modelagem 3D e a renderização de um robô e seu ambiente. Este tipo de software de robótica simula um robô virtual, que é capaz de imitar os movimentos de um robô físico. Alguns simuladores de robótica usam um motor de física para gerar movimentos mais realistas para o robô.
O uso de um simulador de robótica para o desenvolvimento de um programa para controlar robôs é altamente recomendado, independentemente de o robô físico estar disponível ou não. O simulador permite que programas sejam convenientemente escritos e depurados off-line, e o software seja testado em robôs reais apenas depois de estarem mais "maduros". Isso é especialmente conveniente para a programação off-line, como é comum na robótica industrial, que se caracteriza por ambientes bem definidos e que são facilmente simulados. Também é possível simular aplicações robóticas que dependem de dados coletados em tempo real por sensores. Neste caso, o simulador é responsável por gerar dados similares aos que sensores físicos gerariam no mundo real.

## Recursos
Simuladores modernos tendem a oferecer os seguintes recursos:
- Prototipagem rápida de robôs:
  - Usando o próprio simulador como ferramenta de criação (Virtual Robot Experimentation Platform, Webots, R-Station, Marilou, 4DV-Sim, Gazebo);
  - Usando ferramentas externas.
- Motor de física para movimentos realistas: Muitos simuladores usam ODE (Gazebo, LpzRobots, Marilou, Webots) ou PhysX (Microsoft Robotics Studio, 4DV-Sim).
- Renderização 3D realista: Ferramentas de modelagem 3D podem ser utilizadas para construir os ambientes.
- Uma interface para a programação de corpos dinâmicos.

## Comparação de simuladores

### Informações gerais
| Software | Desenvolvedores                       | Status de desenvolvimento | Licença              | Motor de renderização 3D | Motor de física           | Modelador 3D | Plataformas suportadas                  |
| -------- | ------------------------------------- | ------------------------- | -------------------- | ------------------------ | ------------------------- | ------------ | --------------------------------------- |
| Actin    | Energid Technologies                  | Ativo                     | Proprietário         | OpenGL                   | Proprietário              | Proprietário | Windows, macOS, Linux, VxWorks, RTOS-32 |
| ARS      | RAL                                   | Ativo                     | BSD                  | VTK                      | ODE                       | Nenhum       | Linux, macOS, Windows                   |
| Gazebo   | Open Source Robotics Foundation(OSRF) | Ativo                     | Apache 2.0           | OGRE                     | ODE/Bullet/Simbody/DART   | Interno      | Linux, macOS, Windows                   |
| MORSE    | Academic community                    | Ativo                     | BSD                  | Blender game engine      | Bullet                    | Blender      | Linux, BSD*, macOS                      |
| OpenHRP  | AIST                                  | Ativo                     | Eclipse              | Java3D                   | ODE/Interno               | Interno      | Linux, Windows                          |
| RoboDK   | RoboDK                                | Ativo                     | Proprietário         | OpenGL                   | Nenhum                    | Interno      | Linux, macOS, Windows, Android          |
| SimSpark | O. Obst et al. (+26)                  | Ativo                     | GNU GPL (v2)         | Interno                  | ODE                       | Nenhum       | Linux, macOS, Windows                   |
| V-Rep    | Coppelia Robotics                     | Ativo                     | Proprietário/GNU GPL | Interno                  | ODE/Bullet/Vortex         | Interno      | Linux, macOS, Windows                   |
| Webots   | Cyberbotics                           | Ativo                     | Proprietário         | OGRE                     | versão customizada do ODE | Interno      | Linux, macOS, Windows                   |
| 4DV-Sim  | 4D Virtualiz                          | Ativo                     | Proprietário         | OGRE                     | PhysX                     | Interno      | Linux                                   |
| Software | Desenvolvedores                       | Status de desenvolvimento | Licença              | Motor de renderização 3D | Motor de física           | Modelador 3D | Plataformas suportadas                  |

### Informações técnicas
| Software | Principal linguagem de programação | Formatos suportados                                                                     | Extensabilidade       | APIs externas                            | Suporte para middleware de robótica       | Interface de usuário primária | Simulação headless |
| -------- | ---------------------------------- | --------------------------------------------------------------------------------------- | --------------------- | ---------------------------------------- | ----------------------------------------- | ----------------------------- | ------------------ |
| Actin    | C++                                | SLDPRT, SLDASM, STEP, OBJ, STL, 3DS, Collada, VRML, URDF, XML, ECD, ECP, ECW, ECX, ECZ, | Plugins (C++), API    | Desconhecido                             | Nenhum                                    | GUI                           | Sim (ActinRT)      |
| ARS      | Python                             | Desconhecido                                                                            | Python                | Desconhecido                             | Nenhum                                    | Desconhecido                  | Desconhecido       |
| Gazebo   | C++                                | SDF/URDF                                                                                | Plugins (C++)         | C++                                      | ROS, Player, Sockets (mensagens protobuf) | GUI                           | Sim                |
| MORSE    | Python                             | Desconhecido                                                                            | Python                | Python                                   | Sockets, YARP, ROS, Pocolibs, MOOS        | Linha de comando              | Sim                |
| OpenHRP  | C++                                | VRML                                                                                    | Plugins (C++), API    | C/C++, Python, Java                      | OpenRTM-aist                              | GUI                           | Desconhecido       |
| RoboDK   | Python                             | STEP, IGES, STL, WRML                                                                   | Plugins (C++), API    | C/C++, Python, Matlab                    | Socket                                    | GUI                           | Desconhecido       |
| SimSpark | C++, Ruby                          | Ruby Scene Graphs                                                                       | Mods (C++)            | Network (sexpr)                          | Sockets (sexpr)                           | GUI, Sockets                  | Desconhecido       |
| V-Rep    | LUA                                | OBJ, STL, DXF, 3DS, Collada, URDF                                                       | API, Add-ons, Plugins | C/C++, Python, Java, Urbi, Matlab/Octave | Sockets, ROS                              | GUI                           | Sim                |
| Webots   | C++                                | WBT, VRML'97                                                                            | Plugins (C++), API    | C/C++, Python, Java, Matlab              | ROS, URBI, NaoQI                          | GUI                           | Sim                |
| 4DV-Sim  | C++                                | 3DS, OBJ, Mesh                                                                          | Plugins (C++), API    | FMI/FMU, Matlab                          | ROS, Sockets, Plug & Play interfaces      | GUI                           | Sim                |
| Software | Principal linguagem de programação | Formatos suportados                                                                     | Extensabilidade       | APIs externas                            | Suporte para middleware de robótica       | Interface de usuário primária | Simulação headless |

### Infra-estrutura

#### Suporte
| Software | Lista de e-mail | Documentação da API | Fórum público/Sistema de ajuda | Manual do usuário | Seguimento de incidentes | Wiki         |
| -------- | --------------- | ------------------- | ------------------------------ | ----------------- | ------------------------ | ------------ |
| Actin    | Não             | Sim                 | Não                            | Sim               | Sim (Interno)            | Não          |
| ARS      | Desconhecido    | Desconhecido        | Desconhecido                   | Desconhecido      | Desconhecido             | Desconhecido |
| Gazebo   | Sim             | Sim                 | Sim                            | Sim               | Sim                      | Sim          |
| MORSE    | Sim             | Desconhecido        | Não                            | Sim               | Sim                      | Não          |
| OpenHRP  | Sim             | Sim                 | Não                            | Sim               | Sim                      | Não          |
| RoboDK   | Sim             | Sim                 | Não                            | Sim               | Não                      | Não          |
| SimSpark | Sim             | Sim                 | Não                            | Sim               | Sim                      | Sim          |
| V-Rep    | Não             | Sim                 | Sim                            | Sim               | Desconhecido             | Não          |
| Webots   | Não             | Sim                 | Sim                            | Sim               | Sim                      | Sim          |
| 4DV-Sim  | Sim             | Não                 | Sim                            | Sim               | Sim                      | Não          |
| Software | Lista de e-mail | Documentação da API | Fórum público/Sistema de ajuda | Manual do usuário | Seguimento de incidentes | Wiki         |

#### Qualidade do código
| Software | Checagem de código estática | Checagem de estilo | Sistema de testes | Cobertura de funções em testes | Cobertura de galhos em testes | Linhas de código | Linhas de comentários | Integração contínua |
| -------- | --------------------------- | ------------------ | ----------------- | ------------------------------ | ----------------------------- | ---------------- | --------------------- | ------------------- |
| Actin    | Desconhecido                | Desconhecido       | Desconhecido      | Desconhecido                   | Desconhecido                  | Desconhecido     | Desconhecido          | Jenkins             |
| ARS      | Desconhecido                | Desconhecido       | Desconhecido      | Desconhecido                   | Desconhecido                  | Desconhecido     | Desconhecido          | Desconhecido        |
| Gazebo   | cppcheck                    | cpplint            | gtest e qtest     | 52.9%                          | 44.5%                         | 298k             | 99k                   | Jenkins             |
| MORSE    | Desconhecido                | pylint             | Python unittests  | Desconhecido                   | Desconhecido                  | 31.4k            | 9.0k                  | Jenkins, Travis     |
| OpenHRP  | Desconhecido                | Desconhecido       | Desconhecido      | Desconhecido                   | Desconhecido                  | Desconhecido     | Desconhecido          | Desconhecido        |
| RoboDK   | Desconhecido                | Desconhecido       | Desconhecido      | Desconhecido                   | Desconhecido                  | Desconhecido     | Desconhecido          | Desconhecido        |
| SimSpark | Desconhecido                | Desconhecido       | Desconhecido      | Desconhecido                   | Desconhecido                  | Desconhecido     | Desconhecido          | Desconhecido        |
| V-Rep    | Desconhecido                | Desconhecido       | Desconhecido      | Desconhecido                   | Desconhecido                  | Desconhecido     | Desconhecido          | Desconhecido        |
| Webots   | Desconhecido                | Desconhecido       | Desconhecido      | Desconhecido                   | Desconhecido                  | Desconhecido     | Desconhecido          | Desconhecido        |
| 4DV-Sim  | Desconhecido                | Desconhecido       | Desconhecido      | Desconhecido                   | Desconhecido                  | Desconhecido     | Desconhecido          | Desconhecido        |
| Software | Checagem de código estática | Checagem de estilo | Sistema de testes | Cobertura de funções em testes | Cobertura de galhos em testes | Linhas de código | Linhas de comentários | Integração contínua |

### Recursos
| Software | CAD para movimento | Prevenção de colisão dinâmica | Extremo do membro relativo | Programação off-line | Controle em tempo real |
| -------- | ------------------ | ----------------------------- | -------------------------- | -------------------- | ---------------------- |
| Actin    | Sim                | Sim                           | Sim                        | Sim                  | Sim                    |
| ARS      | Desconhecido       | Não                           | Desconhecido               | Não                  | Não                    |
| Gazebo   | Desconhecido       | Não                           | Desconhecido               | Não                  | Não                    |
| MORSE    | Desconhecido       | Não                           | Desconhecido               | Não                  | Não                    |
| OpenHRP  | Desconhecido       | Não                           | Desconhecido               | Não                  | Não                    |
| RoboDK   | Desconhecido       | Não                           | Desconhecido               | Sim                  | Não                    |
| SimSpark | Desconhecido       | Não                           | Desconhecido               | Não                  | Não                    |
| V-Rep    | Desconhecido       | Não                           | Desconhecido               | Não                  | Não                    |
| Webots   | Desconhecido       | Não                           | Desconhecido               | Não                  | Não                    |
| 4DV-Sim  | Desconhecido       | Não                           | Desconhecido               | Não                  | Não                    |
| Software | CAD para movimento | Prevenção de colisão dinâmica | Extremo do membro relativo | Programação off-line | Controle em tempo real |

#### Famílias de robôs
| Software | VTNT (veículo terrestre não tripulado) | VANT (veículo aéreo não tripulado) | AUV (robôs submarinos) | Robôs industriais | Mãos robóticas (simulação de manipulação) | Robôs humanóides | Avatares humanos |
| -------- | -------------------------------------- | ---------------------------------- | ---------------------- | ----------------- | ----------------------------------------- | ---------------- | ---------------- |
| Actin    | Sim                                    | Sim                                | Sim                    | Sim               | Sim                                       | Sim              | Sim              |
| ARS      | Desconhecido                           | Desconhecido                       | Desconhecido           | Desconhecido      | Desconhecido                              | Desconhecido     | Desconhecido     |
| Gazebo   | Sim                                    | Sim                                | Sim                    | Sim               | Sim                                       | Sim              | Sim              |
| MORSE    | Sim                                    | Sim                                | Parcial                | Parcial           | Não                                       | Não              | Sim              |
| OpenHRP  | Sim                                    | Não                                | Não                    | Sim               | Sim                                       | Sim              | Sim              |
| RoboDK   | Não                                    | Não                                | Não                    | Sim               | Não                                       | Não              | Não              |
| SimSpark | Sim                                    | Não                                | Não                    | Talvez            | Talvez                                    | Sim              | Não              |
| V-Rep    | Sim                                    | Sim                                | Não                    | Sim               | Sim                                       | Sim              | Sim              |
| Webots   | Sim                                    | Sim                                | Sim                    | Sim               | Sim                                       | Sim              | Sim              |
| 4DV-Sim  | Sim                                    | Sim                                | Não                    | Sim               | Talvez                                    | Não              | Sim              |
| Software | VTNT (veículo terrestre não tripulado) | VANT (veículo aéreo não tripulado) | AUV (robôs submarinos) | Robôs industriais | Mãos robóticas (simulação de manipulação) | Robôs humanóides | Avatares humanos |

#### Atuadores suportados
| Software | Cadeias cinemáticas genéricas | Movimento controlado por força | Lista completa     | Cadeias cinemáticas circulares | Cadeias cinemáticas redundantes | Cadeias cinemáticas bifurcadas |
| -------- | ----------------------------- | ------------------------------ | ------------------ | ------------------------------ | ------------------------------- | ------------------------------ |
| Actin    | Sim                           | Sim                            | Motion Constraints | Sim                            | Sim                             | Sim                            |
| ARS      | Desconhecido                  | Desconhecido                   |                    | Desconhecido                   | Desconhecido                    | Desconhecido                   |
| Gazebo   | Sim                           | Sim                            |                    | Sim                            | Sim                             | Sim                            |
| MORSE    | Sim                           | Sim                            | atuadores MORSE    | Desconhecido                   | Desconhecido                    | Desconhecido                   |
| OpenHRP  | Sim                           | Sim                            |                    | Desconhecido                   | Desconhecido                    | Desconhecido                   |
| RoboDK   | Desconhecido                  | Desconhecido                   |                    | Desconhecido                   | Desconhecido                    | Desconhecido                   |
| SimSpark | Sim                           | Não                            | atuadores SimSpark | Desconhecido                   | Desconhecido                    | Desconhecido                   |
| V-Rep    | Sim                           | Sim                            |                    | Desconhecido                   | Desconhecido                    | Desconhecido                   |
| Webots   | Sim                           | Sim                            |                    | Desconhecido                   | Desconhecido                    | Desconhecido                   |
| 4DV-Sim  | Sim                           | Sim                            |                    | Desconhecido                   | Desconhecido                    | Desconhecido                   |
| Software | Cadeias cinemáticas genéricas | Movimento controlado por força | Lista completa     | Cadeias cinemáticas circulares | Cadeias cinemáticas redundantes | Cadeias cinemáticas bifurcadas |

#### Sensores suportados
| Software | Odometria    | Unidade de Medida Inercial | Colisão      | GPS          | Câmera monocular | Câmera estereoscópica | Câmera de profundidade | Câmera omnidirecional | Laser scanner 2D | Laser scanner 3D | Lista completa       |
| -------- | ------------ | -------------------------- | ------------ | ------------ | ---------------- | --------------------- | ---------------------- | --------------------- | ---------------- | ---------------- | -------------------- |
| Actin    | Sim          | Sim                        | Sim          | Desconhecido | Sim              | Sim                   | Sim                    | Sim                   | Sim              | Sim              |                      |
| ARS      | Desconhecido | Desconhecido               | Desconhecido | Desconhecido | Desconhecido     | Desconhecido          | Desconhecido           | Desconhecido          | Desconhecido     | Desconhecido     |                      |
| Gazebo   | Sim          | Sim                        | Sim          | Sim          | Sim              | Sim                   | Sim                    | Desconhecido          | Sim              | Sim              |                      |
| MORSE    | Sim          | Sim                        | Sim          | Sim          | Sim              | Desconhecido          | Sim                    | Desconhecido          | Sim              | Sim              | sensores MORSE       |
| OpenHRP  | Desconhecido | Sim                        | Sim          | Desconhecido | Sim              | Desconhecido          | Sim                    | Desconhecido          | Sim              | Sim              | sensores OpenHRP     |
| RoboDK   | Desconhecido | Desconhecido               | Desconhecido | Desconhecido | Desconhecido     | Desconhecido          | Desconhecido           | Desconhecido          | Desconhecido     | Desconhecido     |                      |
| SimSpark | Sim          | Sim                        | Sim          | Parcial      | Sim              | Parcial               | Desconhecido           | Desconhecido          | Não              | Não              | perceptores SimSpark |
| V-Rep    | Desconhecido | Sim                        | Sim          | Sim          | Sim              | Desconhecido          | Sim                    | Desconhecido          | Sim              | Sim              |                      |
| Webots   | Sim          | Sim                        | Sim          | Sim          | Sim              | Sim                   | Sim                    | Desconhecido          | Sim              | Sim              |                      |
| 4DV-Sim  | Sim          | Sim                        | Sim          | Sim          | Sim              | Sim                   | Sim                    | Sim                   | Sim              | Sim              |                      |
| Software | Odometria    | Unidade de Medida Inercial | Colisão      | GPS          | Câmera monocular | Câmera estereoscópica | Câmera de profundidade | Câmera omnidirecional | Laser scanner 2D | Laser scanner 3D | Lista completa       |

### Outros simuladores

#### Simuladores de código aberto
- Breve: simulador de múltiplos agentes em mundos 3D em Python.
- EZPhysics: combinação de renderização Ogre3D e física ODE, GUI expõe todas as informações does objetos do ODE, controle remoto opcionalmente através de Matlab/Simulink.
- Simulador Khepera: um simulador de código aberto para Windows, para simular o robô Khepera antes do Webots.[carece de fontes]
- Klamp't: um simulador introduzido em 2013, especializado em contato estável entre malhas de triângulos. Suporta locomoção de patas e manipulação.
- LpzRobots: um simulador de física de robôs em 3D desenvolvido na Universidade de Leipzig.
- MiniBloq: este software para programação de robôs para o Arduino tem um novo simulador.
- Moby: uma biblioteca de dinâmica de corpos rígidos escrita em C++.
- OpenSim: Simulador de robôs articulados e com rodas, com uma ampla gama de características. Seu desenvolvimento foi interrompido em 2006.
- Robotics Toolbox para o MATLAB: é um software livre que fornece funcionalidade para representar pose (transformações homogêneas, ângulos Euler e RPY, quaterniões), braços robóticos (para a cinemática inversa, direta, dinâmica, simulação e animação) e robôs móveis (controle, localização, planejamento e animação).
- ARTE: uma ferramenta de robótica para educação (ARTE em inglês) é um software livre educacional baseado em Matlab. Ele fornece funções para representar posições e orientações. Assim, inclui funções para simular braços robóticos (cinemática direta/inversa, dinâmica, planejamento de caminho, etc.). A ferramenta inclui um grande conjunto de modelos 3D de robôs que podem ser visualizados e simulados dentro de uma célula robótica.
- Simbad 3d: Simulador de robôs baseado em Java.
- SimRobot: um pacote de software de simulador de robôs desenvolvido na Universidade de Bremen e no Centro alemão de Pesquisa de Inteligência Artificial.
- Fase: simulador 2.5D, muitas vezes usado com o Player para formar o sistema Player/Stage. Parte do Projeto Player.
- STDR: simulador simples, flexível e escalável 2D de múltiplos robôs para uso dentro de Sistema Operacional de Robôs.
- UCHILSIM: um simulador baseado em física para os Robôs AIBO, introduzido na RoboCup 2004.
- UWSim: um simulador de robótica submarina para pesquisa e desenvolvimento, que incorpora simulação de sensores, dinâmica e física.

#### Simuladores de código fechado e proprietários
- AnyKode Marilou.
- ORCA-Sim: um simulador de robôs 3D que usa o motor de física Newton Game Dynamics (Windows).